# Bataille de Gênes
Guerres de la Révolution française
Batailles
La bataille navale de Gênes (en anglais : Battle of Genoa ou Battle of Cape Noli) est une bataille entre les forces françaises et les forces anglo-napolitaines alliées pendant la Première Guerre de Coalition, qui s'est déroulée au large de Gênes. La flotte française, dirigée par le contre-amiral Pierre Martin, comptait 14 (puis 13) navires de ligne, tandis que la flotte anglo-napolitaine, commandée par le vice-amiral William Hotham, était composée de 13 navires de ligne. La bataille s'est soldée par une victoire anglo-napolitaine et la capture de deux navires français. Au printemps 1795, Martin tenta de reprendre le contrôle des eaux du sud de la France. Celui-ci était passé aux Britanniques 18 mois plus tôt avec la prise de la base navale française de Toulon. Le siège qui s'ensuivit permit certes de reconquérir Toulon, mais la majeure partie de la flotte française de Méditerranée fut brûlée dans le port. Au début de l'année 1795, les Français disposaient à nouveau de suffisamment de navires pour que Martin soit en mesure d'entreprendre des voyages limités en mer Ligure. Début mars 1795, il fit voile vers Gênes et rencontra en chemin un navire de ligne britannique qu'il captura. Au large de Gênes, Martin rencontra la flotte de Hotham et, après deux jours de manœuvres, l'amiral français retourna vers la côte française.
Hotham le suivit et le 13 mars, ses navires de tête rencontrèrent l'arrière-garde française. Pendant deux jours, les navires les plus à l'arrière de Martin ont livré une série de combats avec la flotte britannique, au cours desquels plusieurs navires des deux camps ont été gravement endommagés. Le navire amiral de Martin, le Sans Culotte, perdit le contact avec la bataille pendant la nuit et, après une brève reprise de la bataille le lendemain matin, il donna l'ordre de se retirer.

## Antécédent
Les guerres contre la France s'étendirent considérablement en février 1793, lorsque la Convention nationale de la République française nouvellement créée déclara la guerre à la Grande-Bretagne . Afin de protéger les intérêts commerciaux britanniques en Méditerranée, une flotte fut rassemblée et envoyée pour bloquer la flotte française de Méditerranée dans son principal port, Toulon, sur la côte sud de la France. À son arrivée en août 1793, la flotte britannique constata que Toulon était en proie à des troubles en raison de la Terreur. Le commandant britannique Samuel Hood persuada les citoyens de se joindre aux royalistes français et de permettre aux forces britanniques de prendre la ville et de capturer la flotte française. Les forces républicaines assiégèrent la ville et quatre mois de durs combats s'ensuivirent jusqu'à ce que les Britanniques et leurs alliés soient expulsés le 18 décembre. Pendant l'évacuation chaotique de la ville, la plus grande partie de la flotte française de Méditerranée fut incendiée par des détachements d'abordage britanniques et espagnols.
Par la suite, les Britanniques lancèrent une invasion de la Corse, tandis que les Français commencèrent à reconstruire leur flotte. En raison des échecs des troupes de débarquement espagnoles, plus de la moitié de la flotte avait survécu aux incendies. Les navires français non endommagés restèrent au port pendant la majeure partie de l'année 1794. En juin, le nouveau commandant, le contre-amiral Pierre Martin, entreprit des préparatifs pour ravitailler la Corse et prendre Bastia à revers,. En 1795, la flotte française de Méditerranée avait retrouvé sa pleine puissance et Martin réunit 15 navires de ligne et six frégates pour une opération en mer Ligure.

## Percée du blocus
Martin hésita à quitter Toulon jusqu'à ce qu'il soit certain que le blocus du port avait été temporairement levé. Hood avait été remplacé fin 1794 par son adjoint, le vice-amiral William Hotham, qui avait stationné ses navires pendant l'hiver dans la baie de Saint-Florent, sur la côte nord de la Corse. Là, on avait tenté de réparer partiellement les navires. Fin février, Hotham fit voile vers Livourne, dans le Grand-Duché de Toscane, pour y effectuer des réparations plus importantes. Début mars, Martin reçut la nouvelle du départ de Hotham et prit la mer le 3 mars.
La flotte française dut faire face à une série de tempêtes et il lui fallut quatre jours pour atteindre les côtes corses. C'est là que les éclaireurs de Martin découvrirent le HMS Berwick au large du Cap Corse. Martin comprit l'opportunité et envoya une escadre de frégates et de navires de ligne à la poursuite du Berwick. Les deux navires furent endommagés lors du combat et lorsque l'Alceste se replia, le capitaine Adam Littlejohn sur le Berwick fut mortellement blessé par un tir en chaîne. Comme d'autres navires français arrivaient à portée, que le Berwick ne pouvait pas s'échapper et que son capitaine était mort, les officiers survivants décidèrent de se rendre. Martin ordonna au Berwick capturé et à l'Alceste de se rendre au mouillage protégé dans la baie de Gourjean, tandis que sa flotte continuait à naviguer vers l'est dans le golfe de Gênes.
Le même jour, Hotham reçut à Livourne la nouvelle de la sortie des Français qui avaient passé l'île Sainte-Marguerite en direction de l'est le 6 mars. En une journée, la flotte de Hotham était prête à appareiller et quitta le port tôt le matin du 9 mars. Croyant que la Corse était l'objectif des Français, Hotham envoya le brick HMS Tarleton pour avertir Littlejohn et convenir d'un rendez-vous avec le Berwick au large du Cap Corse. Le soir du 9 mars, le Tarleton revint avec la nouvelle que le Berwick avait été capturé par les Français, ce qui poussa Hotham à changer de cap pour se diriger vers le nord-ouest. Le lendemain, les frégates qui précédaient la flotte britannique découvrirent la flotte de Martin au large de Noli dans le golfe de Gênes, qui se dirigeait vers l'ouest en direction de Toulon,,.

## Poursuite
Le 11 mars, Hotham a repéré les Français qui se trouvaient au sud et au vent des Britanniques. Peu après, le contact a été perdu, mais il a été rétabli le 12 mars, lorsque Martin a fait virer sa flotte. Martin se rapprocha à 3 milles nautiques (5,6 km) de l'avant-garde menée par le Princess Royal avant de virer à bâbord. Le temps était changeant, ce qui rendait les manœuvres très difficiles et empêchait les deux flottes de se rejoindre. Le soir, avec un vent de sud qui se renforçait, Hotham eut l'occasion de placer sa flotte en ligne de bataille avec l'avant-garde à l'ouest et les Français au sud-ouest.
La nuit et le matin suivant furent marqués par de fortes rafales de vent qui endommagèrent plusieurs navires français. Le matin du 13 mars, Hotham se rendit compte que Martin n'avait pas l'intention d'attaquer la flotte britannique, et il ordonna la poursuite générale. Le HMS Inconstant, commandé par le capitaine Thomas Fremantle, avait atteint vers 9h00 le Ça Ira, qui avait percuté la Victoire une heure plus tôt, et avait ouvert le feu.
La frégate française Vestale est intervenue et a tiré sur l'Inconstant. Elle a ensuite dépassé le navire britannique et a attaché un câble de remorquage à la Ça Ira. Fremantle a alors fait virer son navire et a de nouveau tiré sur la Ça Ira. Ce faisant, il a été pris dans un travers du navire français qui a fait trois morts et 14 blessés et causé des dégâts considérables. Incapable de poursuivre l'action, Fremantle se retira. L'attaque de l'Inconstant avait cependant permis à d'autres navires britanniques de se joindre à l'action, si bien qu'à 10h45, le HMS Agamemnon du capitaine Horatio Nelson put ouvrir le feu sur le navire français.
L'Agamemnon, brièvement soutenu par le HMS Captain du capitaine Samuel Reeve, maintint le contact avec le Ça Ira et tira sur le navire français pendant trois heures et demie. Nelson put positionner son navire à l'avant de la poupe du Ça Ira et déclencher un tir de barrage dévastateur. 110 membres d'équipage du navire français furent tués ou blessés dans l'attaque et une grande partie du gréement fut détruite. Nelson n'eut à déplorer que sept blessés. Finalement, une partie du gros des forces françaises se replia en soutien et Hotham ordonna à Nelson de se retirer pour ne pas se retrouver en infériorité numérique. Alors que les combats se poursuivaient, d'autres navires britanniques étaient apparus et s'étaient engagés dans la bataille. Cependant, la flotte de Hotham ne fut pas en mesure de lier complètement les Français en retraite et, à la tombée de la nuit, les Français, suivis par les Britanniques, tournèrent à l'ouest,,,,.

## Bataille
Au cours de la nuit, Martin et Letourneur passèrent de la Sans Culotte à la frégate Friponne, ce qui leur permit de se déplacer plus facilement à travers la flotte et de diriger les opérations de manière plus efficace. La flotte française, désormais en retraite en direction de Toulon, reçut l’ordre de naviguer au près avec des virements tribord, s’éloignant des Britanniques. Pour des raisons inexpliquées, la Sans Culotte n’obéit pas à cet ordre et perdit, au cours de la nuit, le contact avec la flotte. Afin de mieux protéger la Ça Ira, endommagée et tombant de plus en plus en arrière du corps principal des forces françaises, la Vestale fut remplacée par le Censeur, qui remorqua la Ça Ira en direction de Toulon.
Au matin, les flottes manœuvrèrent à 21 milles nautiques (39 km) au sud-ouest de Gênes, les Britanniques s’approchant de la ligne française par l’ouest. La Ça Ira et le Censeur s’étaient encore davantage éloignés de la flotte française, ce qui poussa Hotham à détacher la Bedford et la Captain pour les poursuivre. À 06h30, la Captain rattrapa les retardataires français. Elle engagea un combat de 15 minutes avec les deux navires avant que la Bedford ne vienne à son secours. La Captain subit de lourds dégâts au niveau du gréement, des voiles et des mâts, et, à 07h50, elle ne fut plus manœuvrable, se laissant entraîner par le courant. Peu après, la Bedford, également gravement endommagée, dut se retirer. Les deux navires français étaient eux aussi sévèrement touchés et dérivaient de façon incontrôlée, incapables de rejoindre la flotte principale de Martin.
Martin tenta de défendre ses navires en difficulté et donna l’ordre d’empanner pour séparer la flotte britannique des gravement endommagées Ça Ira et Censeur. Surpris par cette manœuvre, le HMS Lowestoft se retrouva soudainement sous le feu du navire français de tête, le Duquesne, commandé par le capitaine Zacharie Allemand. Le capitaine Benjamin Hallowell, conscient qu’il ne pouvait pas répondre efficacement, envoya tout son équipage sous le pont pour se protéger des tirs français. Le Lowestoft subit de lourds dégâts au niveau des voiles et du gréement, mais fut sauvé de dommages supplémentaires grâce à l’arrivée de la frégate napolitaine Minerva.
Allemand n'avait pas exécuté correctement les ordres de Martin pendant l'empannage. Maintenant, il ne se trouvait pas sous le vent entre les Britanniques et le Ça Ira et le Censeur comme prévu, mais au vent de l'autre côté de l'avant-garde britannique. Hotham avait réussi à placer ses navires entre les navires français en difficulté et la flotte principale de Martin, ce qui rendait le combat inévitable. A 8 heures, Allemand attaqua l'Illustrious et le Courageux. Le Duquesne les rejoignit avec la Victoire et le Tonnant, tandis que les navires britanniques étaient soutenus à une plus grande distance par l'Agamemnon et le Princess Royal. Pendant une heure, l'avant-garde française et l'avant-garde britannique se livrèrent à une violente fusillade, l'Illustrious subissant les plus gros dommages. L'escadre d'Allemand s'éloigna alors des navires britanniques à la dérive, qui ne reçurent aucun soutien d'une flotte britannique gênée par le calme,.
Le reste de la flotte française n'a pas suivi Allemand et a viré avec l'avant-garde. De ce fait, Ça Ira et Censeur, en difficulté, se sont retrouvés bloqués de l'autre côté de la flotte britannique, et Martin les a abandonnés à leur sort. Isolés, les Français se sont rendus à 10h05. Hotham, qui avait décidé que la réparation des graves dommages subis par son avant-garde et la sécurisation des navires capturés étaient plus importantes que la poursuite de l'action, s'est détourné à 14h00 des navires de Martin qui s'éloignaient rapidement. Plusieurs officiers, dont Nelson, étaient convaincus de pouvoir détruire toute la flotte française si Hotham abandonnait les navires capturés et endommagés et poursuivait les Français. Mais Hotham refusa et répondit : « Nous devons être satisfaits, nous avons très bien travaillé ».

## Répercussions
Hotham rassembla ses prises et ses navires endommagés, puis mit le cap à l'est en direction de la rade dans le golfe de La Spezia. Tous les navires en ligne de file avaient été engagés et avaient subi des pertes. Les pertes totales britanniques et napolitaines s'élevaient à 74 morts et 284 blessés. Les pertes françaises, quant à elles, ne furent pas entièrement recensées après la bataille ; toutefois, les rapports britanniques estiment à environ 400 le nombre de morts et blessés à bord des navires détruits Ça Ira et Censeur.
Les navires de Hotham ancrés devant La Spezia subirent davantage de dommages lors d'une tempête le 17 mars. La flotte resta une semaine à La Spezia pour effectuer des réparations, avant de reprendre la mer le 25 mars en direction de Saint-Florent. Les travaux de réparation se poursuivirent jusqu’au 18 avril, après quoi Hotham retourna à Livourne. Les deux navires furent intégrés à la Royal Navy à San Fiorenzo sous leurs noms d'origine.
Après la bataille, Martin se retira avec ses navires endommagés de la baie de Gourjean, ainsi qu’avec la Sans Culotte, en direction d’Hyères après un passage par Gênes. La Sans Culotte, après s’être séparée de la flotte la nuit du 13 mars, avait tenté de la rejoindre, mais elle fut repérée et poursuivie par un escadron espagnol. Elle chercha alors refuge dans le port neutre de Gênes. Martin envoya les navires les plus gravement endommagés à Toulon pour des réparations et resta ancré devant Hyères avec 11 navires jusqu’à ce qu’il rejoigne ce port en avril avec des renforts en provenance de la flotte atlantique française. Les capitaines de la Sans Culotte, de la Mercure et du Duquesne furent réprimandés par Martin pour ne pas avoir respecté ses ordres, mais ils furent ensuite acquittés par un tribunal maritime,.
Bien que la bataille ait été une victoire britannique, Nelson critiqua en secret le refus de Hotham de poursuivre le combat :
I could never have called it well done. Je n’aurais jamais pu la qualifier de bien menée.
Hotham, cependant, estima que ses actions étaient justifiées, car elles avaient empêché un éventuel débarquement français en Corse. De plus, il était préoccupé par les événements à terre, où un traité de paix entre la France et la Toscane risquait de compromettre l’accès au port de Livourne.